# The Guardian – Retter mit Herz
The Guardian – Retter mit Herz ist eine US-amerikanische Drama-Fernsehserie, die von 2001 bis 2004 für den Sender CBS produziert wurde.
Die Serie spielt in Pittsburgh, Pennsylvania, es wurde jedoch nicht durchgehend dort gedreht.

## Inhalt
Der Wirtschaftsanwalt Nick Fallin ist normalerweise in der Kanzlei Fallin Associates seines Vaters Burton Fallin tätig. Er wurde jedoch wegen Drogenbesitzes zu einer Bewährungsstrafe verurteilt, zu deren Auflagen u. a. 1500 Stunden Sozialdienst bei der Jugendrechtshilfe zählen. Bereits am ersten Tag wird er von Alvin Masterson, dem Leiter der Einrichtung, als Vertreter des kleinen Hunter Reed zum Gericht geschickt. Als Nick jedoch erfährt, dass der Vater des Jungen dessen Mutter umgebracht haben soll, lehnt er den Fall ab – da er nach dem Tod seiner eigenen Mutter gezwungen war, bei seinem Vater zu leben, der in Sachen Erziehung nicht allzu bewandert war. Doch Laurie Solt vom Jugendamt stimmt ihn um. Noch in der ersten Staffel muss die Jugendrechtshilfe ihren Aufgabenbereich aus Budgetknappheit auch auf Erwachsene erweitern, so dass ihr Name in „Rechtshilfe Pittsburgh“ geändert wird. Die Serie konzentriert sich auf Nicks Sozialarbeit, seinen Drogenentzug und auf die Beziehung zu seinem Vater. Trotz seiner anfänglichen Ablehnung und Langeweile vertritt Nick seine jungen Klienten ebenso energisch wie zuvor seine „erwachsenen“ Klienten. Es liegt nicht zuletzt an seinem unkooperativen, unnachgiebigen und überheblichen Wesen, dass er schlussendlich die Kanzlei seines Vaters, die inzwischen in „Fallin & Fallin“ umbenannt wurde, verlassen muss und nach Alvin Mastersons Rücktritt die Rechtshilfe übernimmt.

## Besetzung
| Rolle                    | Schauspieler            | Synchronsprecher  |
| ------------------------ | ----------------------- | ----------------- |
| Nick Fallin              | Simon Baker             | Marcus Off        |
| Burton Fallin            | Dabney Coleman          | Norbert Gastell   |
| Alvin Masterson          | Alan Rosenberg          | Ekkehardt Belle   |
| Jake Straka              | Raphael Sbarge          | Kai Taschner      |
| James Mooney             | Charles Malik Whitfield | Florian Halm      |
| Richterin Rebecca Damsen | Denise Dowse            | Ilona Grandke     |
| Laurie Solt              | Kathleen Chalfant       | Kathrin Ackermann |
| Gretchen                 | Dorothea Harahan        | Sonja Reichelt    |
| Shannon Gressler         | Amanda Michalka         | —                 |
| Kate Shaw                | Courtney Stevens        | Petra Einhoff     |
| Suzanne Pell             | Angela Featherstone     | Elisabeth Günther |
| Louisa ‚Lulu‘ Archer     | Wendy Moniz             | Claudia Lössl     |
| Amanda Bowles            | Erica Leerhsen          | Kathrin Simon     |

## Auszeichnungen
Die Serie gewann in den Jahren 2002 bis 2004 jeweils den ASCAP Award in Kategorie Top TV Series. Zudem gewann sie 2002 zwei Family Television Awards in der Kategorie neue Serie und mit Simon Baker in der Kategorie bester Schauspieler. 2004 konnte Jungschauspielerin Danielle Panabaker einen Young Artist Award in der Kategorie Best Performance in a TV Series – Guest Starring Young Actress für ihren Auftritt in The Guardian gewinnen. 2002 war Simon Baker als bester Darsteller einer Dramaserie für einen Golden Globe nominiert.